# مارسل ژربیدون
مارسل ژربیدون (فرانسوی: Marcel Gerbidon‎؛ ‏ ۲۶ سپتامبر ۱۸۶۸ – ۲۹ اکتبر ۱۹۳۳) فیلم‌نامه‌نویس و نمایشنامه‌نویس اهل سوئیس بود.
از فیلم‌هایی که وی در آن‌ها نقش داشته‌است، می‌توان به دام عشق و پسری از آمریکا اشاره نمود.